# Mesokalliapseudes quadriflagellata
Mesokalliapseudes quadriflagellata is een naaldkreeftjessoort uit de familie van de Kalliapseudidae. De wetenschappelijke naam van de soort is voor het eerst geldig gepubliceerd in 2010 door Drumm & Morales-Núñez.